# Аустерліц (роман)
«Аустерліц» — роман написаний німецьким письменником В. Г. Зебальдом у 2001 році. Роман став останньою працею автора перед його трагічною загибеллю. Книга описує життя вигаданого персонажа — єврейського професора Жака Аустерліца, який народився у 1934 році у Празі та лише після завершення академічної кар'єри дізнається про своє походження і починає досліджувати свою долю.
У 2015 році цей роман був визнаний одним із найважливіших творів початку 21 століття за версією BBC, а у 2019 році газета Guardian присудила «Аустерліцу» п'яте місце у списку ста найкращих книг 21 сторіччя.

## Огляд

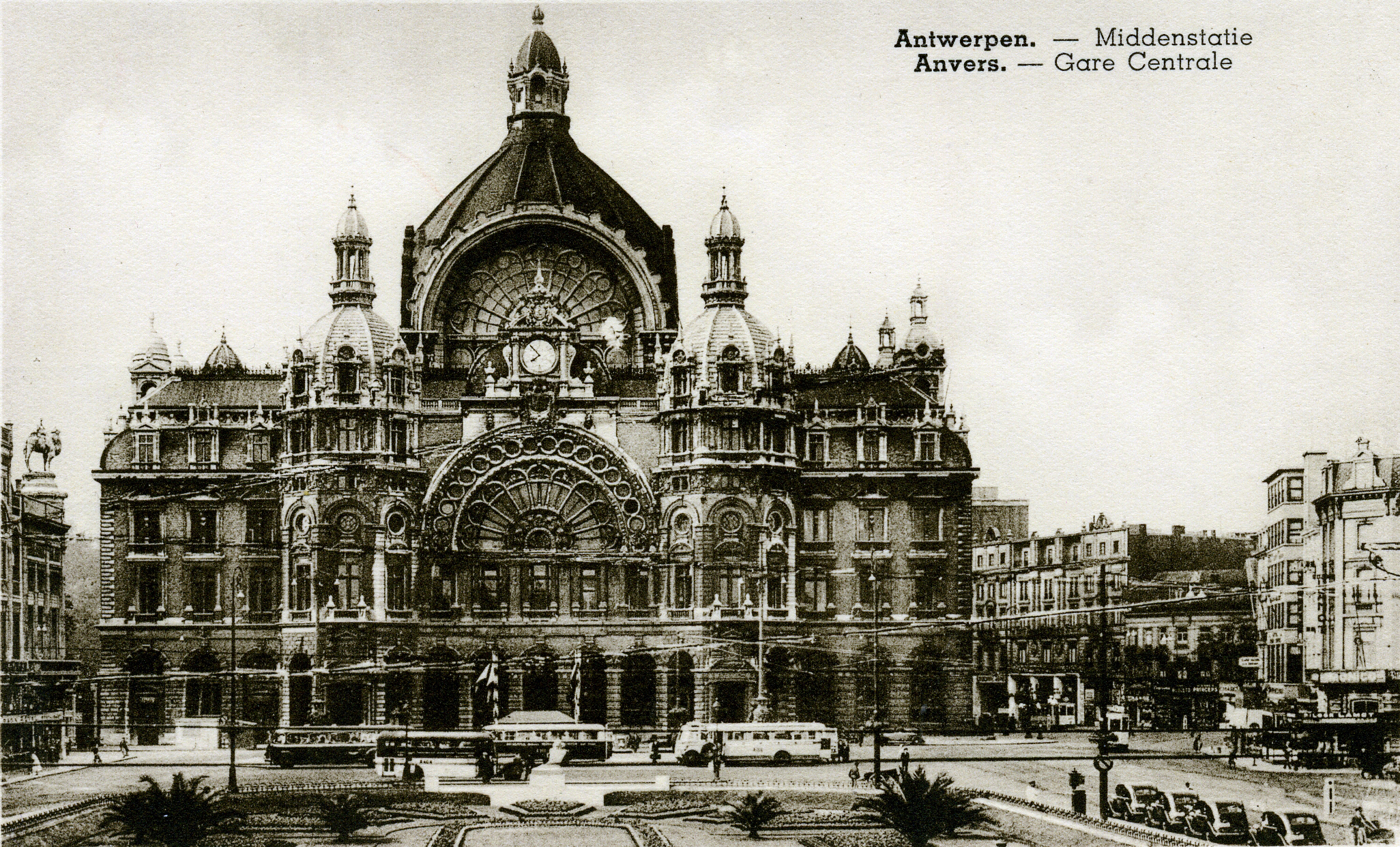
Центральна станція Антверпена

Неназваний оповідач, який проживає у Англії, під час зупинки у залі очікування головної залізничної станції Антверпена зустрічає мистецтвознавця Жака Аустерліца, що працював на публіці з ескізами та фотокамерою. 
Оповідач, зацікавлений історією архітектури, звертається до Аустерліца, і вони вступають у першу з багатьох розмов, які — з перервою майже в 20 років, починаючи з 1975 року — триватимуть протягом 30 років, протягом яких вони зустрічатимуться як випадково, так і за домовленістю в Антверпені, Льєжі, Зебрюґґе, Лондоні та Парижі.
Змістом дискусій спочатку і неодноразово стають приклади архітектурного стилю капіталістичної епохи, мимохідь проаналізовані Аустерліцом — від антверпенського Центрального вокзалу і брюссельського Палацу правосуддя до нової Французької національної бібліотеки, названої на честь Франсуа Міттерана, чию «родинну схожість» досліджує Аустерліц. Незважаючи на те, що Аустерліц спочатку не розкриває інформації про свою особистість та життя між ним та оповідачем розвиваються стосунки вчителя та учня.. Лише згодом Аустерліц відкриває йому свої вже відкриті витоки, які він ретельно намагається вичитати з видимих доказів. «Це найчастіше повторювана тема Зебальда в „Емігрантах“ та „Аустерліці“: травма не визнається і пригнічується, але врешті-решт виходить на поверхню».
Однією з ключових тем аналізу є вокзали, які Аустерліц здавна вважав місцями щастя та нещастя водночас, але їхню ролю у його життєвому шляху він збагнув лише під час іскри пам'яти, яка заскочила його на станції Ліверпуль-стріт у Лондоні. Він прибув на цю залізничну станцію в Англії влітку 1939 року у віці чотирьох з половиною років і був переданий названим батькам. Його жага— дізнатися про своє походження, яку він старанно витісняв до цього моменту, більше не відпускала його ні на мить. Після одного з перших нервових зривів та одночасного перебування у лікарні Аустерліц починає реконструювати свій життєпис у межах европейської історії, а також відвідує подругу своєї матері, яка постаріла на пів сторіччя та пам'ятні місця свого дитинства у Празі.
Він з'ясовує, що його матері єврейці пощастило відправити його у безпеку під час операції "Кіндертранспорт" кораблем з Праги до Англії. де він виріс з парою проповідників в Уельсі, яких він завжди вважав чужими та в школі-інтернаті. Його матір у грудні 1942 року відправили до Терезієнштадта, який пізніше відвідав Аустерліц, і звідти вона була направлена для страти на Схід у 1944 році. Його батька-єврея, якому спочатку вдалося втекти до Франції, зрештою інтернували в таборі в Піренеях, де всі подальші свідчення про нього були втрачені.
Після цього Аустерліц вирішив продовжувати свої пошуки по слідах батька. Він передає своєму учню та за сумісництвом оповідачу, ключі від свого будинку у Лондоні, що надає оповідачеві доступ до великої колекції фотографій Аустерліца, за допомогою яких він документував спочатку свої культурні та критико-культурні спостереження, а пізніше й реконструкції свого життя. Розповідач використовує цю спадщину, щоб задокументувати історію їхньої тридцятирічної дружби за допомогою добірки з близько 80 фотографій і малюнків після остаточного зникнення Аустерліца.

## Стиль оповідання
Першою помітною особливістю є те, що оповідач зазвичай лише відтворює пояснення Аустерліца, який, у свою чергу, багато разів цитує своїх партнерів по діалогу. Автор повторює inquit-формулу «...сказав мені (...), сказав Аустерліц» більше двадцяти разів. Те, що виходить за межі офіційних та офіціалізованих інтерпретацій архітектурної та соціальної історії, передається персонажами лише в оповіді і оживає лише під час прослуховування. Мова характеризується структурами речень, багатими на додатки та підрядні речення, які пронизують теми персонажів ланцюжком асоціацій. Одним із прикладів цього є речення, що охоплює близько дев'яти сторінок і дає гнітючий опис подій у концтаборі Терезієнштадт. У цих зрізах звітів і появі фотодоказів відкривається простір для «мисленнєвих експериментів» Жака Аустерліца, які так зачаровують його учня.
Інша композиційна стратегія полягає в тому, що розділи, такі далекі один від одного за окремими темами та тривалістю 30-річного наративного часу, конденсуються: Після кожної перерви оповідач від першої особи продовжує свій монолог - навіть після 20-річної перерви у спілкуванні: «Того вечора в барі готелю “Ґрейт Істерн”, не сказавши ні слова про нашу суто випадкову зустріч через такий довгий час, Аустерліц більш-менш відновив розмову на тому місці, де вона колись обірвалася».
Враженню втрати реальности через плітки книга протиставляє безліч джерел даних та зображень: близько 80 фотографій та малюнків надають біографії Жака Аустерліца заземлення та наповнюють її реальністю. Але навіть ця реальність залишається поетичною конструкцією: «У книжці лише дві фотографії Аустерліца: одна, коли йому було близько 17 років, у шкільній регбійній команді, і одна, коли йому було чотири (...). Це фото на обкладинці, на якому він (...) одягнений як волоцюга Королеви Троянд». На першій, однак, зображений друг Зебальда Пітер Йонас у його шкільній команді, а на другій - лицьова сторона листівки, яку Зебальд, ймовірно, знайшов на розпродажі. 
Як і в «Емігрантах», Зебальд використовує інші долі для вигаданої біографії Аустерліца, які він комбінує, зазвичай без запиту і без дозволу, як будівельні блоки у своєрідному «бриколажі» або «колажі». Центральною рольовою моделлю для дорослого Жака Аустерліца, «для найбільш стражденного єврея Зебальда, Аустерліца, можливо, теж не є євреєм».
На думку Анже, за цими привласненнями, які Зебальд неодноразово заперечує, стоїть перебільшення правди з метою ототожнення читача з головним героєм: «Як би німці не старалися, він повинен сказати, що вони ніколи не зустрічали єврея, тому їхні жертви залишалися для них морально абстрактними. Істину можна по-справжньому зрозуміти лише через зустрічі з реальними, індивідуальними людьми, говорив він в останній рік свого життя. (...) [Це] ключ до його творчости".

## "Метафізика історії"
Для переказу Голокосту через окремих персонажів Зебальд використовує особливий погляд на фізичні місця пам'яті. Наприклад, про Аустерліца оповідач повідомляє, що він переосмислив більше десятка об'єктних комплексів або їхніх фотографій чи малюнків у контексті переслідувань і вбивств, завдяки чому, наприклад, залізничні станції, а також нова французька національна бібліотека набувають додаткового простору значення. Оповідач описує цю естетику, яка виходить за межі виключно мистецько-історичного погляду та інтегрує окремі історії емоцій і страждань, як «метафізику історії»: «Мене з самого початку вразило (...), як для нього [Аустерліца] наративна комунікація його досвіду була поступовим наближенням до своєрідної метафізики історії, в якій те, що пам'яталося, знову оживало».
Таким чином Аустерліц ілюструє сліди болю, які «пронизують історію незліченними тонкими лініями», в процесі, який поміщає архітектурні споруди в соціальний контекст їх створення, аналізує поведінку їх глядачів і користувачів, зумовлену їх розмірами і плануванням, і фіксує пов'язані з ними асоціації, почуття і мрії - «віртуозні пасажі про капіталістичну архітектуру або про почуття інших істот».«Перш за все, це метафізична історія, причому “метафізична” в розумінні Зебальда означає, що вона виходить за межі звичайної просторово-часової структури нашого світу». Зебальд часто натякав на сприйняття світу, що лежить в основі його творчості: «Найбільше його цікавила, за його словами, метафізика: дослідження справжньої природи реальності, яка лежить за межами фізики, за межами цього світу, “за межами власного розуміння”»

## Прийом
Після публікації «Аустерліца» в британському, а потім і в американському виданні Зебальд «опинився на каруселі, яку вже не міг зупинити. Рецензії посипалися по обидва боки Атлантики, майже всі вони були захоплені. У «Нью-Йорк Таймс» Річард Едер раз і назавжди закріпив його славу, написавши: «Зебальда, разом із Прімо Леві, можна вважати найважливішим речником Голокосту, а разом із ним і найважливішим протиріччям до сентенції Адорно про те, що після нього не може бути більше мистецтва».

## Українські видання
- "Аустерліц" В.Ґ.Зебальд - видавництво Комубук, переклад Романа Осадчука, 2020